# クィントゥス・フルウィウス・フラックス
クィントゥス・フルウィウス・フラックス（ラテン語: Quintus Fulvius Flaccus）は、共和政ローマの政務官。プレプス出身ながら長年に亘って政務官を歴任した。

## 経歴
紀元前237年に執政官を務めた。この年、ガリア・トランサルピナのガリア人がアリミヌムまで進出してきたため軍を動かしたものの、ガリア人たちはボイイ族との内紛の果てに撤退した。
紀元前231年にケンソルに選出されたものの、選挙にミスがあり辞任している。そして紀元前224年に再び執政官へ選出され、ケルト系のボイイ族の征服を行った。そして紀元前215年にプラエトルに、紀元前213年にはマギステル・エクィトゥムに選出された。
紀元前212年に再び執政官に、そして第二次ポエニ戦争に参加、しかしカプアにおいてハンニバルに敗れた。紀元前211年にはプロコンスルとしてベネウェントゥムでカルタゴ軍に雪辱を果たし、ハンノの野営地を攻撃、カプアを陥落させた。紀元前209年には四回目の執政官に、そして南イタリアのルカニア地方とブルッティウム地方をローマ側に取り戻した。しかし、カルタゴの本拠地アフリカにローマ軍を上陸すべしとする若年ながら司令官として活躍していた元老院議員スキピオ・アフリカヌスの意見には反対の立場を取っていた。そしてスキピオが執政官となった紀元前205年から遠くない時期に没した。

## 一族
紀元前264年の執政官マルクス・フルウィウス・フラックスは恐らく彼の父である。